# Wolfgang Stegmüller
Wolfgang Stegmüller (* 3. Juni 1923 in Natters, Tirol; † 1. Juni 1991 in München) war ein österreichischer Philosoph mit bedeutenden Beiträgen zur Erkenntnistheorie, Wissenschaftstheorie und zur analytischen Philosophie. Mit seinem Werk Hauptströmungen der Gegenwartsphilosophie hat Stegmüller einer deutschsprachigen Leserschaft den Zugang zur analytischen Philosophie geöffnet.

## Leben
Wolfgang Stegmüller studierte an der Universität Innsbruck Wirtschaftswissenschaften und Philosophie. 1944 erlangte er einen Abschluss als Diplom-Volkswirt, ein Jahr später erreichte er das wirtschaftswissenschaftliche Doktorat. Ebenfalls an der Universität Innsbruck wurde er 1947 zum Doktor der Philosophie promoviert und habilitierte sich 1949 mit dem Thema Sein, Wahrheit und Wert in der heutigen Philosophie.
Nach einem einjährigen Aufenthalt an der Universität Oxford kehrte Stegmüller 1954 an die Universität Innsbruck zurück, wo er 1956 zum Titular-Professor für Philosophie ernannt wurde. Nach Zwischenaufenthalten als Gastprofessor an den Universitäten Kiel und Bonn erhielt er einen Ruf an die LMU München, wo er 1958 Ordinarius für Philosophie, Logik und Wissenschaftstheorie und Vorstand des Seminars II wurde. Danach war er zweimal Gastprofessor an der University of Pennsylvania, und zwar 1962/63 sowie 1964. Von 1977 bis 1979 war er Dekan der von ihm mitbegründeten Fakultät für Philosophie, Wissenschaftstheorie und Statistik.
Stegmüller war von 1966 an korrespondierendes Mitglied der Österreichischen Akademie der Wissenschaften und seit 1967 Mitglied der Bayerischen Akademie der Wissenschaften. Seit 1972 war er Mitglied am Institut International de Philosophie in Paris.
1989 wurde Stegmüller zum Ehrendoktor der Universität Innsbruck ernannt. 1990 wurde er an der LMU emeritiert und im selben Jahr zum Ehrenpräsidenten der Gesellschaft für Analytische Philosophie gewählt.
Stegmüllers Grab liegt auf dem Friedhof von Gräfelfing.
Die Gesellschaft für Analytische Philosophie vergibt seit 1994 den nach ihm benannten Wolfgang-Stegmüller-Preis zur Förderung des wissenschaftlichen Nachwuchses.

## Schüler
Stegmüller hat zehn seiner Schüler habilitiert und damit eine beträchtliche Wirkung entfaltet, wenngleich es keine Stegmüller-Schule gibt. Gemeinsam ist allen seinen Schülern jedoch die Orientierung an der analytischen Philosophie und die Insistenz auf formalen Verfahren. Zu den Schülern zählen: Wolfgang Balzer, Ulrich Blau, Klaus Butzenberger, Max Drömmer, Wilhelm Essler, Peter Hinst, Norbert Hoerster, Andreas Kamlah, Godehard Link, Georg Meggle, Carlos Ulises Moulines, Felix Mühlhölzer, Mihai Nadin, Wolfgang Röd, Julian Nida-Rümelin, Matthias Varga von Kibéd, Franz von Kutschera, Eike von Savigny, Reinhard Werth, Wolfgang Spohn und Hans Rott.

## Wissenschaftliche Arbeitsfelder

### Überblick
Stegmüller wurde am Anfang seiner Laufbahn im Jahr 1948 von Karl Popper auf den Logischen Positivismus aufmerksam gemacht, dessen philosophische Position nach dem Zweiten Weltkrieg in Deutschland nahezu unbekannt war. In der Folge orientierte er sich dann insbesondere an Rudolf Carnap, ohne jedoch die politischen und anti-metaphysischen Auffassungen des Wiener Kreises aufzunehmen. Nach eigener Auskunft ergab sich für ihn der Anschluss an Carnap daraus, dass von den in Frage kommenden Positionen einerseits Wittgenstein eine streng wissenschaftliche Philosophie für unmöglich hielt und Popper andererseits der Sprachphilosophie keine besondere Bedeutung zumaß. Mit seinen Publikationen trug Stegmüller maßgeblich zur Kenntnisnahme und Verbreitung der analytischen Philosophie und der Wissenschaftstheorie im deutschsprachigen Raum bei. Bereits in seiner Antrittsvorlesung erwähnte Stegmüller die vier Probleme der Erkenntnistheorie, welche später zentrale Punkte in seinen Arbeiten werden sollten:
- Induktionsproblem
- Basisproblem der Erfahrung
- Problem der theoretischen Begriffe
- Problem der wissenschaftlichen Erklärung

Die philosophischen Arbeitsgebiete Stegmüllers überspannen einen weiten Bereich. Neben umfangreichen Arbeiten zur Gegenwartsphilosophie publizierte er ausführlich zu den Grundlagen der Logik, der Erkenntnistheorie und der Wissenschaftstheorie.

### Logik
Stegmüller trug durch seine Bücher Das Wahrheitsproblem und die Idee der Semantik (1957) und Unvollständigkeit und Unentscheidbarkeit (1959) dazu bei, dass die Ideen von Alfred Tarski und Rudolf Carnap auf dem Gebiet der Semantik und der Logik sowie Kurt Gödels Beiträge zur Mathematischen Logik einem deutschsprachigen Publikum zugänglich wurden. Weitere wichtige Beiträge auf diesem Gebiet sind sein Artikel Die Antinomien und ihre Behandlung (1955) und das von ihm mitverfasste Buch Strukturtypen der Logik (1961).

### Erkenntnistheorie
Eines der einflussreichsten Werke Stegmüllers ist sein erstmals 1954 veröffentlichtes Buch Metaphysik, Skepsis, Wissenschaft, in dem er die erkenntnistheoretischen Grundlagen der drei Gebiete darstellt. Er zeigt hier, dass die Suche nach diesen erkenntnistheoretischen Grundlagen unweigerlich zum Problem der Evidenz führt, welches er für nicht lösbar hält. Auch die Möglichkeit einer Lösung durch den Nachweis der Selbstwidersprüchlichkeit der universellen Erkenntnisskepsis schließt er aus, selbst wenn diese Selbstwidersprüchlichkeit wirklich gegeben wäre. Vielmehr kommt er zu dem Schluss, dass ein universeller Erkenntnisskeptizismus widerspruchsfrei vertreten werden kann, sofern man auf eine Begründung dieser Position verzichtet. Trotz der Unlösbarkeit des Problems der Evidenz seien Evidenzvoraussetzungen sowohl für Metaphysik als auch für Wissenschaft unentbehrlich; beide können nach Stegmüller also letztlich nicht begründet werden, sondern setzen bereits eine Entscheidung voraus.
Ein weiterer Arbeitsschwerpunkt Stegmüllers lag in der Auseinandersetzung mit dem Phänomenalismus. In seiner Publikation Der Phänomenalismus und seine Schwierigkeiten im Jahre 1958 beschreibt er die extremen Schwierigkeiten, welche einer konsequenten Durchführung des phänomenalistischen Programms entgegenstehen.

### Wissenschaftstheorie
Stegmüller gilt als einer der bedeutendsten Wissenschaftstheoretiker in der zweiten Hälfte des 20. Jahrhunderts. Es ist besonders sein Verdienst, dass die Probleme und Resultate der Wissenschaftstheorie und der Analytischen Philosophie im deutschsprachigen Raum einem weiten Publikum bekannt wurden.
Prägend für Stegmüllers Arbeiten in der Wissenschaftstheorie sollte dabei die Veröffentlichung der Bücher The Structure of Scientific Revolutions von Thomas S. Kuhn im Jahre 1962 und The Logical Structure of Mathematical Physics von Joseph D. Sneed im Jahre 1971 werden. Während Kuhns Publikation ihn nach eigenen Angaben in eine tiefe geistige Krise verstrickte, sah er in den Ideen Sneeds sowohl einen Ausweg aus der Rationalitätskrise der Wissenschaften – welche oft aus Kuhns Publikation herausgedeutet wurde – als auch eine angemessene Antwort auf das Problem der theoretischen Begriffe. Die Ausarbeitung der Sneedschen Ideen durch Stegmüller und seinen Umkreis wurde unter der Bezeichnung "wissenschaftstheoretischer Strukturalismus" zu einer bedeutenden Richtung innerhalb der gegenwärtigen Wissenschaftstheorie.

## Werk (Auswahl)
- Hauptströmungen der Gegenwartsphilosophie. 1. Auflage Humboldt-Verlag, Wien, Stuttgart 1952. Zweite neubearbeitete und erweiterte Auflage 1960 bei Kröner, Stuttgart mit weiteren, teilw. wesentlich erweiterten Auflagen bis zur vierbändigen Ausgabe 1989. ISBN 3-520-30807-X
- Metaphysik – Skepsis – Wissenschaft. Humboldt-Verlag, Frankfurt/Main 1954.
- Sprache und Logik. In: Studium Generale, Band 9, 1956.
- Das Universalienproblem, einst und jetzt. 2 Teile. In: Archiv für Philosophie, Stuttgart, Band 6, 1956; Band 7, 1957.
- Das Wahrheitsproblem und die Idee der Semantik. Springer, Wien 1957.
- Unvollständigkeit und Unentscheidbarkeit. Die metamathematischen Resultate von Gödel, Church, Kleene, Rosser und ihre erkenntnistheoretische Bedeutung. 1. Auflage 1959. 3. Auflage, Springer-Verlag, Wien, New York, 1973. ISBN 3-211-81208-3. 116 S.
- Glauben, Wissen und Erkennen. Wissenschaftliche Buchgesellschaft, Darmstadt 1965
- Einheit und Problematik der wissenschaftlichen Welterkenntnis. Hueber, München 1967
- Der Phänomenalismus und seine Schwierigkeiten. Wissenschaftliche Buchgesellschaft, Darmstadt 1969
- Aufsätze zur Wissenschaftstheorie. Wissenschaftliche Buchgesellschaft, Darmstadt 1970.
- Aufsätze zu Kant und Wittgenstein. Wissenschaftliche Buchgesellschaft, Darmstadt 1970.
- Probleme und Resultate der Wissenschaftstheorie und Analytischen Philosophie
  - Band I, Erklärung-Begründung-Kausalität, 1983
  - Band II, Theorie und Erfahrung, 1974
    - 1. Teilband: Theorie und Erfahrung, 1974
    - 2. Teilband: Theorienstrukturen und Theoriendynamik, 1985
    - 3. Teilband: Die Entwicklung des neuen Strukturalismus seit 1973, 1986

  - Band III, Strukturtypen der Logik, 1984
  - Band IV, Personelle und statistische Wahrscheinlichkeit, 1973
    - 1. Halbband: Personelle Wahrscheinlichkeit und rationale Entscheidung, 1973
    - 2. Halbband: Statistisches Schließen – Statistische Begründung – Statistische Analyse, 1973
- Das Problem der Induktion. Humes Herausforderung und moderne Antworten. Wissenschaftliche Buchgesellschaft, Darmstadt 1975.
- The Structure and Dynamics of Theories. Springer, Berlin 1976.
- Rationale Rekonstruktion von Wissenschaft und ihrem Wandel. Reclam, Stuttgart 1979 (Fünf exemplarische Aufsätze mit einer autobiographischen Einleitung)
- Neue Wege der Wissenschaftsphilosophie. Springer, Berlin 1979.
- The Structuralists View of Theories. Springer, Berlin 1979
- Philosophy of Economics. Springer, Berlin 1982
- Kripkes Deutung der Spätphilosophie Wittgensteins. Kommentarversuch über einen versuchten Kommentar. Kröner, Stuttgart 1986.